# Liste der Nummer-eins-Hits in Deutschland (1976)
Diese Liste enthält alle Nummer-eins-Hits in Deutschland im Jahr 1976. Es gab in diesem Jahr 13 Nummer-eins-Singles und zwölf Nummer-eins-Alben.
Die Gruppe ABBA erreichte mit vier verschiedenen Titeln Platz 1 und war damit so erfolgreich wie The Beatles im Jahr 1969. Bis zum Jahr 2018 war dieser Rekord ungebrochen.
| Singles | Alben |
| --- | --- |
| - Jean-Claude Borelly: Dolannes-Melodie - 3 Wochen (29. Dezember 1975 – 18. Januar 1976, insgesamt 4 Wochen) - Penny McLean: Lady Bump - 1 Woche (19. Januar – 25. Januar, insgesamt 8 Wochen; → 1975) - Jean-Claude Borelly: Dolannes-Melodie - 1 Woche (26. Januar – 1. Februar, insgesamt 4 Wochen) - Harpo: Moviestar - 1 Woche (2. Februar – 8. Februar, insgesamt 4 Wochen) - ABBA: Mamma Mia - 1 Woche (9. Februar – 15. Februar) - Harpo: Moviestar - 3 Wochen (16. Februar – 7. März, insgesamt 4 Wochen) - Pussycat: Mississippi - 4 Wochen (8. März – 4. April, insgesamt 5 Wochen) - Frank Farian: Rocky - 1 Woche (5. April – 11. April, insgesamt 4 Wochen) - Pussycat: Mississippi - 1 Woche (12. April – 18. April, insgesamt 5 Wochen) - Frank Farian: Rocky - 2 Wochen (19. April – 2. Mai, insgesamt 4 Wochen) - ABBA: Fernando - 1 Woche (3. Mai – 9. Mai, insgesamt 7 Wochen) - Frank Farian: Rocky - 1 Woche (10. Mai – 16. Mai, insgesamt 4 Wochen) - ABBA: Fernando - 6 Wochen (17. Mai – 27. Juni, insgesamt 7 Wochen) - Bellamy Brothers: Let Your Love Flow - 5 Wochen (28. Juni – 1. August) - Jürgen Drews: Ein Bett im Kornfeld - 6 Wochen (2. August – 12. September) - Boney M.: Daddy Cool - 1 Woche (13. September – 19. September, insgesamt 12 Wochen) - ABBA: Dancing Queen - 1 Woche (20. September – 26. September) - Boney M.: Daddy Cool - 10 Wochen (27. September – 5. Dezember, insgesamt 12 Wochen) - David Dundas: Jeans On - 1 Woche (6. Dezember – 12. Dezember) - Boney M.: Daddy Cool - 1 Woche (13. Dezember – 19. Dezember, insgesamt 12 Wochen) - ABBA: Money, Money, Money - 5 Wochen (20. Dezember 1976 – 23. Januar 1977) | - Verschiedene Interpreten (Ariola) – Super 20 – Super Neu - 2 Monate (15. Dezember 1975 – 14. Februar 1976) - Verschiedene Interpreten (K-tel) – Disco Hits - 2 Monate (15. Februar – 14. April) - Verschiedene Interpreten (K-tel) – Music Box - 1 Monat (15. April – 14. Mai) - Verschiedene Interpreten (K-tel) – Pop Express - 1 Monat (15. Mai – 14. Juni) - Verschiedene Interpreten (Polystar) – 20 Original Top Hits - 1 Monat (15. Juni – 14. Juli) - Otto – Das 4. Programm - 1 Monat (15. Juli – 14. August) - Roger Whittaker – The Best of Roger Whittaker - 1 Monat (15. August – 14. September) - ABBA – The Best of ABBA - 1 Monat (15. September – 14. Oktober) - Verschiedene Interpreten (K-tel) – Starparade - 1 Monat (15. Oktober – 14. November) - Verschiedene Interpreten (K-tel) – Disco Rocket - 1 Monat (15. November – 14. Dezember) \| Info \| \| --------------------------------------------------------------------------------------------------------------------------------------------------------------------------------------------------------------------------------- \| \| Am 15. Dezember 1976 fand eine Änderung hinsichtlich des Zeitraumes der Chartveröffentlichungen statt. Die Charts wurden nun halbmonatlich an jedem 1. und 15. des Monats veröffentlicht und nicht monatlich am 15. eines Monats. \| - Verschiedene Interpreten (Philips) – Hithaus mit Herz - ½ Monat (15. Dezember – 31. Dezember) |
| Info | |
| Am 15. Dezember 1976 fand eine Änderung hinsichtlich des Zeitraumes der Chartveröffentlichungen statt. Die Charts wurden nun halbmonatlich an jedem 1. und 15. des Monats veröffentlicht und nicht monatlich am 15. eines Monats. | |